# Торо (птах)
То́ро (Phyllastrephus) — рід горобцеподібних птахів родини бюльбюлевих (Pycnonotidae). Представники цього роду мешкають в Африці на південь від Сахари.

## Види
Виділяють двадцять видів:
- Торо-крихітка (Phyllastrephus debilis)
- Торо гірський (Phyllastrephus albigula)[5][6]
- Торо білогорлий (Phyllastrephus albigularis)
- Торо великий (Phyllastrephus xavieri)
- Торо малий (Phyllastrephus icterinus)
- Торо південний (Phyllastrephus terrestris)
- Торо камерунський (Phyllastrephus poensis)
- Торо суданський (Phyllastrephus strepitans)
- Торо світлочеревий (Phyllastrephus cerviniventris)
- Торо рудохвостий (Phyllastrephus fischeri)
- Торо вохристий (Phyllastrephus cabanisi)
- Торо танзанійський (Phyllastrephus placidus)[7]
- Торо сивоголовий (Phyllastrephus scandens)
- Торо заїрський (Phyllastrephus lorenzi)
- Торо східний (Phyllastrephus flavostriatus)
- Торо малавійський (Phyllastrephus alfredi)[8]
- Торо нігерійський (Phyllastrephus poliocephalus)
- Торо бурий (Phyllastrephus hypochloris)
- Торо оливковий (Phyllastrephus baumanni)
- Торо ангольський (Phyllastrephus fulviventris)

## Етимологія
Наукова назва роду Phyllastrephus походить від сполучення слів дав.-гр. φυλλον — лист і στρεφω — кидати. перегортати.